# Lämtjärnen, Västmanland
Lämtjärnen är en sjö i Nora kommun i Västmanland och ingår i Göta älvs huvudavrinningsområde.